# الصندوق المهني المغربي للتقاعد
الصندوق المهني المغربي للتقاعد جمعية لا تهدف الربح، تم إنشاؤه سنة 1949، تدير هذه الجمعية مساهمات 400.000 أجير في القطاع الخاص وتمنح المعاش لأكثر من 96.000 متقاعد.
يمثل الصندوق المهني المغربي للتقاعد ثلث نظام التقاعد في القطاع الخاص بالمغرب اعتبارا لمبلغ المعاشات المقدمة والتي تثمل 2.072 مليون درهم ولمبلغ المساهمات المحصلة والتي تمثل 2.648 مليون درهم.
أنشئ الصندوق المهني المغربي للتقاعد سنة 1949 ليكون أول صندوق تقاعد مخصص للقطاع الخاص بالبلاد.
فالصندوق يشمل الشركات التي تجمعها نفس الرؤية العصرية للتسيير التي تقرن بين المردودية والمسؤولية الاجتماعية فتسعى لتأمين مأجوريها معاشا مريحا عند التقاعد، ويقدر عدد هذه الشركات بـ 3.829 شركة تعمل في كل الميادين ومتواجدة في كل ربوع المملكة.
يتميز الصندوق بإدارة تستجيب لكل معايير الجودة والإنتاجية في تعامله مع كافة المنخرطين والمشتركين. ويعتبر الجمع العام للمنخرطين أعلى هيئة لاتخاذ القرارات في الصندوق. ويمثل مجلس الإدارة الذي يتشكل من منخرطين متطوعين، ينتخبهم الجمع العام، الهيئة الرئيسية للتسيير. وتنبثق عن هذا المجلس ثلاث لجان متخصصة مكلفة بمهمات محددة :
- لجنة التوجيه : تحرص على التوازن الاكتواري للنظام وتراقب التسيير المالي
- لجنة التدقيق : تراقب مهمات التدقيق الداخلية والخارجية
- لجنة الأجور : تقرر سياسة الأجور والمكافآت وتحدد تلك المخصصة للمديرين

ويتم تدقيق حسابات الصندوق المهني المغربي للتقاعد سنويا من طرف مكتب تدقيق دولي كما يصادق مكتب اكتواري مستقل على الحصيلة الاكتوارية للصندوق تحت مراقبة لجنة التوجيه.

## وصلات خارجية
الموقع الرسمي للصندوق المهني المغربي للتقاعد